# Sweetie Fox
Sweetie Fox («Світі Фокс»; нар. 25 червня 2001, Єкатеринбург) — російська порноакторка, модель і косплеєрка.

## Біографія
Народилася 25 червня 2001 року в Єкатеринбурзі. З дитинства захоплювалася комп'ютерними іграми та малюванням. У школі любила дивитися мультфільми, читати комікси і грати в комп'ютерні ігри, тоді ж захопилася косплеєм. 
У вільний час займається фехтуванням, фланговим боєм на шаблях та рукоділлям, а також вивчає історію мистецтв та приділяє велику увагу своїй фізичній формі . 
Наразі проживає не в Росії, ймовірно в США або в Кіпрі.

### Порноіндустрія
У 2019 році почала публікувати свої оголені фото в соціальних мережах.
У 2018 році зареєструвалася на PornHub і почала викладати свої перші ролики спільно з чоловіком, переодягаючись у різних персонажок ігор та аніме.
У 2022 році отримала нагороду від Pornhub Awards у номінації «Улюблена косплей-виконавиця». 
У 2023 році увійшла у топ-20 російських порноакторок за версією журналу Maxim.
У січні 2024 року посіла перше місце у рейтингу найпопулярніших моделей на PornHub. У тому ж році вперше потрапила на обкладинку журналу AVN.

## Нагороди та номінації
| Рік  | Нагорода       | Результат | Категорія                      |
| ---- | -------------- | --------- | ------------------------------ |
| 2021 | AltPorn Awards | Номінація | Артистка року — відеокліпи     |
| 2022 | AltPorn Awards | Номінація | Артистка року — відеокліпи     |
| 2022 | Bazowie Awards | Номінація | Артистка року — відеокліпи     |
| 2022 | Pornhub Awards | Перемога  | Найкраща косплей-виконавиця    |
| 2023 | Bazowie Awards | Номінація | Найкраща кавай-косплеєрка      |
| 2023 | Bazowie Awards | Номінація | Артистка року — відеокліпи     |
| 2023 | Pornhub Awards | Номінація | Найпопулярніша виконавиця      |
| 2023 | Pornhub Awards | Перемога  | Найпопулярніша модель-аматорка |
| 2023 | Pornhub Awards | Номінація | Найкраща косплей-виконавиця    |
| 2024 | AVN Awards     | Номінація | Найбільш вражаючі груди        |
| 2024 | AVN Awards     | Перемога  | Найкраща модель-косплеєрка     |
| 2024 | Pornhub Awards | Перемога  | Найкраща косплей-виконавиця    |